# Randy White (giocatore di football americano)
Randall Lee White, noto come Randy White (Pittsburgh, 15 gennaio 1953), è un ex giocatore di football americano statunitense.
Defensive lineman e linebacker, dopo aver frequentato l'Università del Maryland. Scelto come secondo assoluto da Dallas nel Draft NFL 1975, è stato uno dei giocatori più rappresentativi nella storia dei Dallas Cowboys dal 1975 al 1988. Fa parte della College Football Hall of Fame e della Pro Football Hall of Fame. Nel 1978 fu il primo uomo di linea di difesa, insieme ad Harvey Martin, a essere nominato Super Bowl MVP nel Super Bowl XII.

## Carriera professionistica
White fu scelto dai Dallas Cowboys come secondo assoluto nel draft 1975, venendo spostato nel ruolo di middle linebacker, dove fu la riserva di Lee Roy Jordan, giocando principalmente negli special team nelle prime due stagioni, inclusa la prima dolve Dallas fu sconfitta dai Pittsburgh Steelers nel Super Bowl X. Jordan si ritirò dopo la stagione 1976 e il suo posto fu riempito da Bob Breunig, che lo conservò per le successive nove stagioni. Nel corso della sua sesta stagione (1977), White fu spostato nel ruolo di defensive tackle destro, il ruolo occupato in precedenza da "Mr. Cowboy", Bob Lilly, dal 1961 al 1974, una mossa che permise al veterano Larry Cole di tornare al suo ruolo naturale di defensive end (come riserva di Ed "Too Tall" Jones e Harvey Martin).
Quell'anno fu quello della sua esplosione: fu inserito nel First-team All-Pro, convocato per il suo primo Pro Bowl e (il giorno del suo 25º compleanno) co-MVP del Super Bowl XII assieme al compagno Harvey Martin. Nel 1978, White fu nominato miglior difensore dell'anno della National Football Conference. Si ritirò dopo la stagione 1988, in quella che anche l'ultima dell'allenatore Tom Landry, dopo avere disputato 209 partite in 14 stagioni, saltando una sola gara in quell'arco di tempo. In quegli anni disputò tre Super Bowl, sei finali della NFC e mise a segno 1.141 tackle e 111 sack, con un massimo stagionale di 16 nel 1978.

## Palmarès

### Franchigia
- Super Bowl : 1

Dallas Cowboys: XII
- National Football Conference Championship: 3

Dallas Cowboys: 1975, 1977, 1978

### Individuale
- MVP del Super Bowl: 1

1977 (condiviso con Harvey Martin)
- Convocazioni al Pro Bowl: 9

1977, 1978, 1979, 1980, 1981, 1982, 1983, 1984, 1985
- First-team All-Pro: 9

1977, 1978 , 1979, 1980, 1981, 1982, 1983, 1984, 1985
- PFWA All-Rookie Team - 1975
- Formazione ideale della NFL degli anni 1980
- Formazione ideale del 100º anniversario della NFL
- Dallas Cowboys Ring of Honor
- Pro Football Hall of Fame (classe del 1994)
- College Football Hall of Fame